# António Alves Marques Júnior
António Alves Marques Júnior GCL (Choca do Mar, Calvão, Vagos, 3 de Julho de 1946 — Lisboa, 31 de Dezembro de 2012) foi um militar e político português.
Sendo um dos militares responsáveis pelo Golpe de Estado de 25 de Abril de 1974, Marques Júnior foi um dos denominados "Capitães de Abril", esteve ligado ao Movimento das Forças Armadas (MFA) e foi membro do Conselho da Revolução. Posteriormente foi deputado à Assembleia da República por mais de um quarto de século, primeiro pelo PRD e depois pelo PS.

## Biografia

### Nascimento e juventude
António Alves Marques Júnior nasceu a 3 de Julho de 1946 em Choca do Mar, Calvão, concelho de Vagos, onde o pai era guarda florestal. Era o mais velho de quatro irmãos.
Até aos 17 anos, viveu na Marinha Grande, onde concluiu a escolaridade obrigatória e, posteriormente, prosseguiu estudos no Externato Afonso Lopes Vieira. Trabalhou na Fábrica-Escola Irmãos Stephens, num forno de cal e nas matas florestais. Em 1963, a família mudou-se para Viana do Castelo, onde Marques Júnior concluiu o ensino liceal em 1966.

### Carreira militar e política
Marques Júnior licenciou-se em Ciências Militares na Academia Militar, em 1970, e era Coronel de Infantaria do Exército.
Em 1974, casou com Maria Luísa, que conheceu em Mafra, e foi pai de uma filha, Filipa. Foi membro do MFA (Movimento das Forças Armadas) e do Conselho da Revolução, enquanto este existiu (1975-1982).
Entre 1982 e 1985, na Escola Prática de Infantaria, foi comandante de companhia e membro do Conselho de Arma de Infantaria. Passou à reserva em março de 1985, terminando assim a carreira militar. Marques Júnior foi deputado à Assembleia da República, entre 1985 e 2011, em oito legislaturas, tendo chegado a ser Vice-presidente da Assembleia da República (1985-1989). Foi membro da delegação da Assembleia da República à Assembleia Parlamentar da NATO.
Dirigente do Partido Renovador Democrático (PRD) foi eleito nas listas deste partido pelo Círculo eleitoral de Setúbal em duas legislaturas (IV e V, 1985-1991).
Passaria a ser eleito nas listas do Partido Socialista (PS), em 1991 (VI Legislatura) por Lisboa, em 1995, 1999 (já filiado no PS) e 2002 (VII, VIII e IX) por Viana do Castelo e, finalmente, em 2005 e 2009 (X e XI) pelo Porto. Integrou as Comissões de Assuntos Constitucionais, Direitos, Liberdades e Garantias e de Defesa Nacional, onde foi coordenador do grupo parlamentar do PS. Foi membro do Conselho Superior de Defesa Nacional e do Conselho das Ordens Nacionais Honoríficas Portuguesas.
Dentro do PS, chegou a ser membro das Comissões Política e Nacional.
Entre 2008 e 2012, foi presidente do Conselho de Fiscalização do Sistema de Informações, de que já havia sido membro entre 1986 e 1994 e entre 2004 e 2008.

### Falecimento
Marques Júnior faleceu com 66 anos, a 31 de Dezembro de 2012, no Hospital de São Francisco Xavier, em Lisboa, onde esteve internado desde dia 26, vitima de derrame cerebral.
Depois de prestadas homenagens na Academia Militar e na Basílica da Estrela, em Lisboa, os seus restos mortais foram colocados no jazigo da sua família, em São Martinho de Bornes, Pedras Salgadas, uma paróquia da freguesia de Bornes de Aguiar, concelho de Vila Pouca de Aguiar, distrito de Vila Real.

## Homenagens
- Grã-Cruz da Ordem da Liberdade (15 de Novembro de 1982)[5]
- Comendador da Ordem do Mérito da Costa do Marfim (20 de Março de 1991).[6]
- Consagração do topónimo Alameda Coronel Marques Júnior num arruamento da freguesia de Avenidas Novas, em Lisboa (3 de julho de 2019).[7]